# Шайкевич, Соломон Або-Шойлевич
Соломон Або-Шойлевич Шайке́вич (1913—1982) — советский хозяйственный, государственный и политический деятель.

## Биография
Родился в 1913 году в Кременчуге (ныне Полтавская область, Украина). Член КПСС.
С 1932 года — на хозяйственной, общественной и политической работе. В 1932—1982 годах — референт, экономист обувной фабрики № 9 Днепропетровска, инженер, заведующий ПРБ, заместитель начальника баллонного цеха завода им. В. И. Ленина, заместитель начальника, начальник трубоволочильного цеха, начальник ТО, заместитель главного инженера — главный волочильщик, старший инженер лаборатории производственного инструмента ЦЗЛ на Первоуральском новотрубном заводе. Умер в Первоуральске в 1982 году.

## Награды и звания
- Сталинская премия третьей степени (1951) — за освоение производства труб из нержавеющей стали.
- Ленинская премия (1964) — за создание и внедрение в промышленное производство нового высокопроизводительного процесса изготовления нержавеющих труб способом тёплой прокатки